# 威斯敏斯特主教座堂

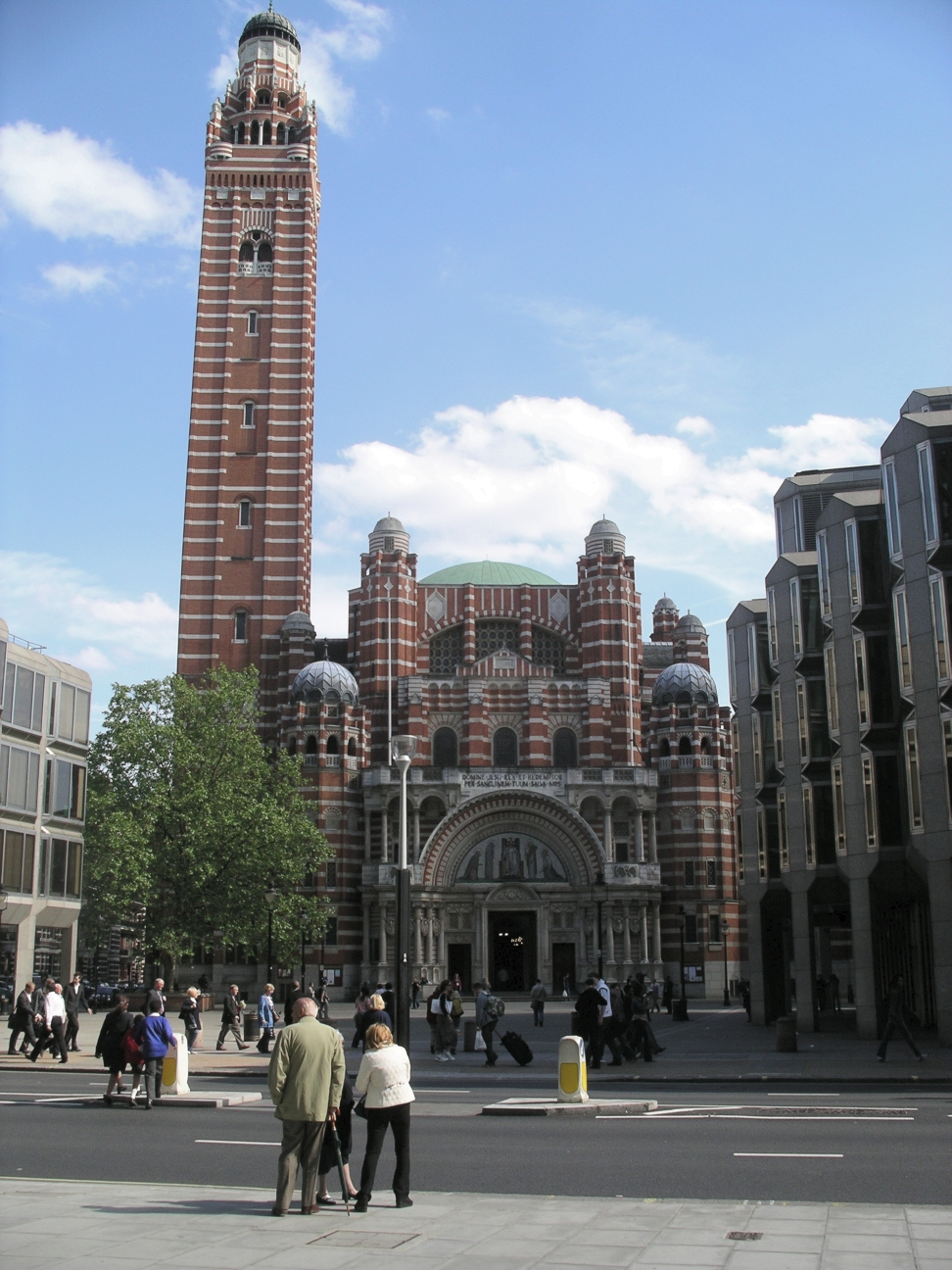
威斯敏斯特主教座堂

威斯敏斯特寶血主教座堂（英語：Westminster Cathedral，The Metropolitan Cathedral of the Precious Blood）是英格兰倫敦的天主教威斯敏斯特總教區的主教座堂，英國最大的天主教堂，位於西敏市西敏區的維多利亞街。

## 歷史

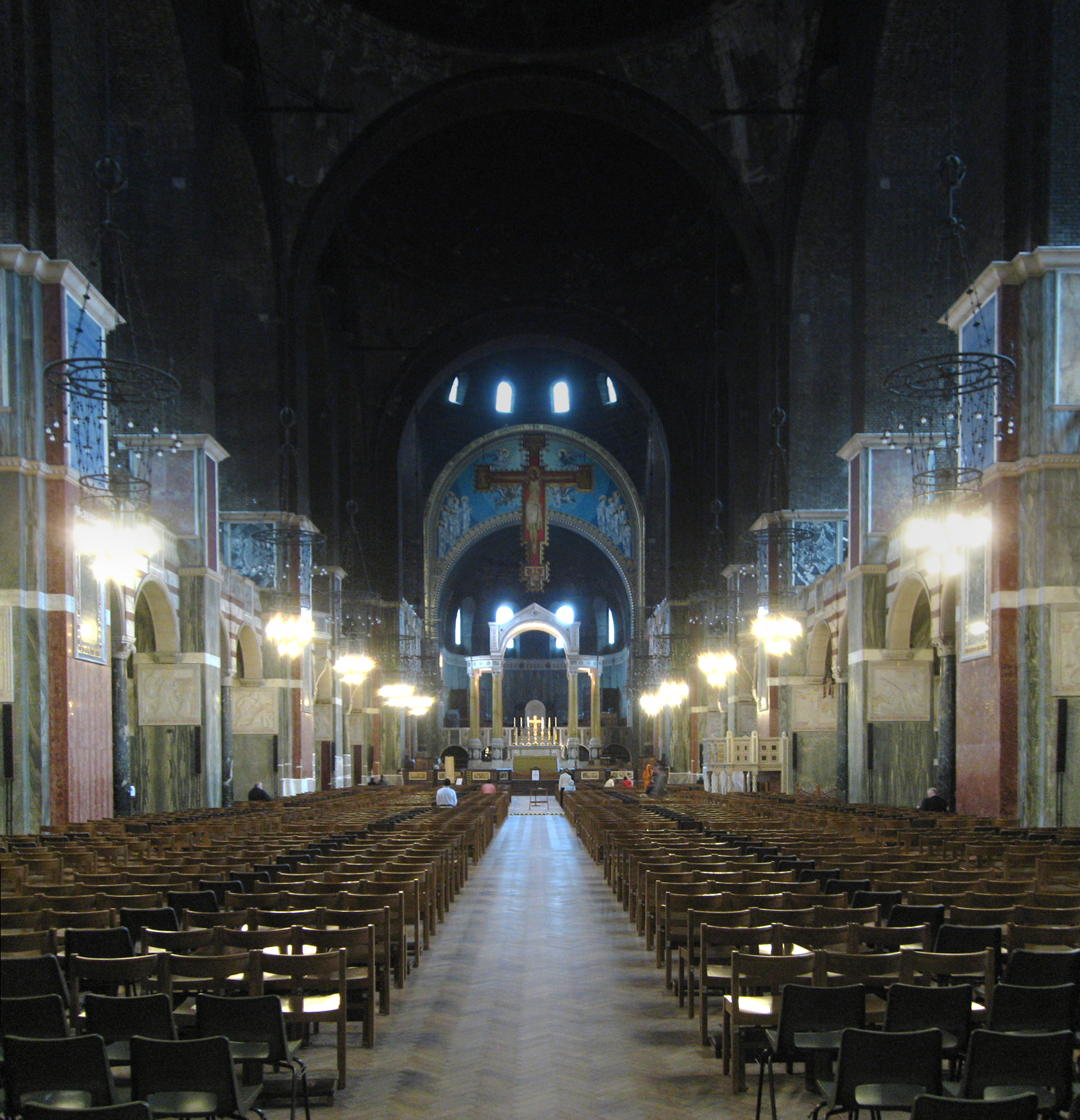
主教座堂內部

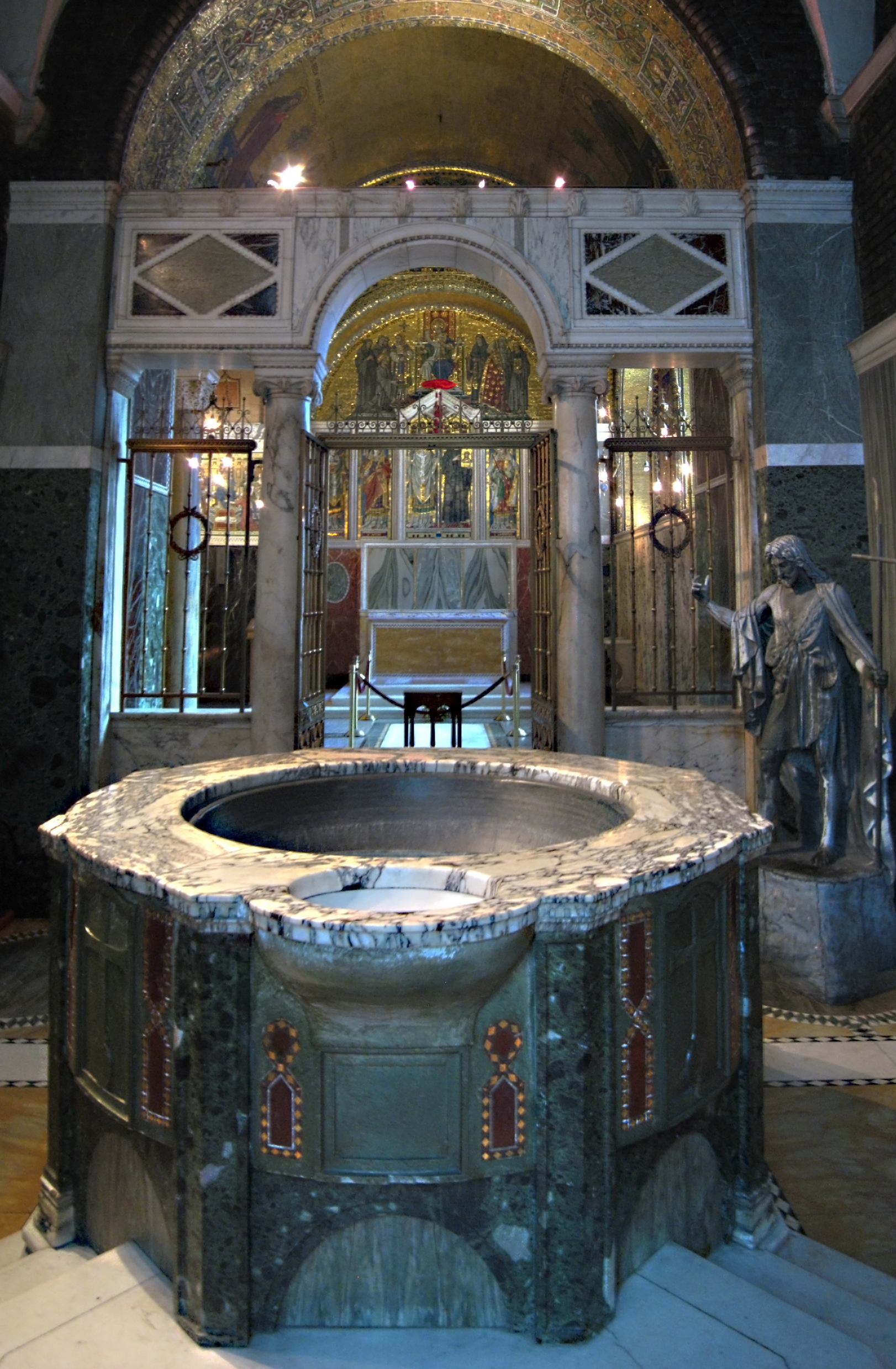
聖洗池

這座主教座堂始建於1895年，並開放於1903年。1910年6月28日祝聖。新拜占庭風格，鐘樓高83米。出於經濟原因，內部裝飾有待完成。它經常被認為是英國宗教改革後的第一座天主教堂，其實應該是Soho廣場的聖博德堂（St. Patrick's Church）。
1977年，英国女王伊丽莎白二世参观了主教座堂，她是英格兰宗教改革后首位进入天主教堂的在位君主，不过当时并未举行仪式。1995年，伊丽莎白二世再次参观了主教座堂，成为数百年来首位参观天主教仪式的英国在位君主。